# Lachlan Jones
Lachlan Stuart Jones, OAM, né le 4 mars 1977 est un ancien athlète paralympique australien. Il est né à Melbourne et souffre de Infirmité motrice cérébrale.        Aux Jeux d'Atlanta de 1996, il remporte une médaille d'or au  100 m T32 masculin avec un record du monde de 0:19.90,, pour lequel il reçoit une médaille de l'Ordre d'Australie. Il participe également aux Jeux de Sydney en 2000 et d'Athènes en 2004 sans remporter de médaille.  En 2000, il reçoit une médaille sportive australienne.